# Quérigut
Quérigut (okzitanisch: Querigut) ist ein Ort und eine südfranzösische Gemeinde mit 137 Einwohnern (Stand 1. Januar 2022) im Département Ariège in der Region Okzitanien.

## Lage
Der Ort Quérigut liegt im Donezan in einer Höhe von etwa 1210 Metern ü. d. M. an einem Bergbach gleichen Namens. Der Kurort Ax-les-Thermes befindet sich etwa 37 Kilometer (Fahrtstrecke) in westlicher Richtung; die Städte Foix und Pamiers liegen etwa 80 bzw. 100 Kilometer nordwestlich. Der spanische Grenzort Puigcerdà ist hingegen nur 50 Kilometer in südwestlicher Richtung entfernt.

## Bevölkerungsentwicklung
| Jahr      | 1962 | 1968 | 1975 | 1982 | 1990 | 1999 | 2006 | 2012 |
| Einwohner | 197  | 234  | 171  | 153  | 142  | 116  | 136  | 142  |

Im 19. Jahrhundert hatte der Ort zumeist zwischen 550 und 700 Einwohner. Die Reblauskrise und die Mechanisierung der Landwirtschaft führten im ausgehenden 19. und im 20. Jahrhundert zu einem Verlust an Arbeitsplätzen und in der Folge zu einem kontinuierlichen Rückgang der Einwohnerzahlen bis auf die Tiefstwerte der letzten Jahrzehnte.

## Wirtschaft
Die Einwohner von Quérigut leben hauptsächlich von der Landwirtschaft, wobei die Viehwirtschaft und damit die Milch- und Käseproduktion im Vordergrund steht, aber auch Weinbau wird wieder in geringem Umfang betrieben. Außerdem spielt der Tourismus – auch in der Form der Vermietung von Ferienhäusern (gîtes) – eine wichtige Rolle im Wirtschaftsleben der kleinen Gemeinde.

## Geschichte
Die erstmalige Erwähnung des Ortes, seiner Kirche Saint-Félix und der Burg stammt aus dem Jahr 844. Im 12. Jahrhundert gehörte die Gegend zur Krone von Aragón, doch Peter II. übereignete sie im Jahr 1208 den Grafen von Foix, die sie jedoch nach der Heirat Gastons IV. mit Eleonore, der Thronerbin des Königreichs Navarra, und später durch ihre Beziehungen zum Haus Albret vernachlässigten. In dieser Zeit hießen der Ort und seine Burg Quier Agut; letztere wurde im Jahr 1589 von den Katalanen belagert und zerstört. Unter Heinrich IV. wurde das Donezan mit der französischen Krone vereint, doch die Auseinandersetzungen mit den Spaniern setzten sich bis zum Pyrenäenfrieden (1659) fort.

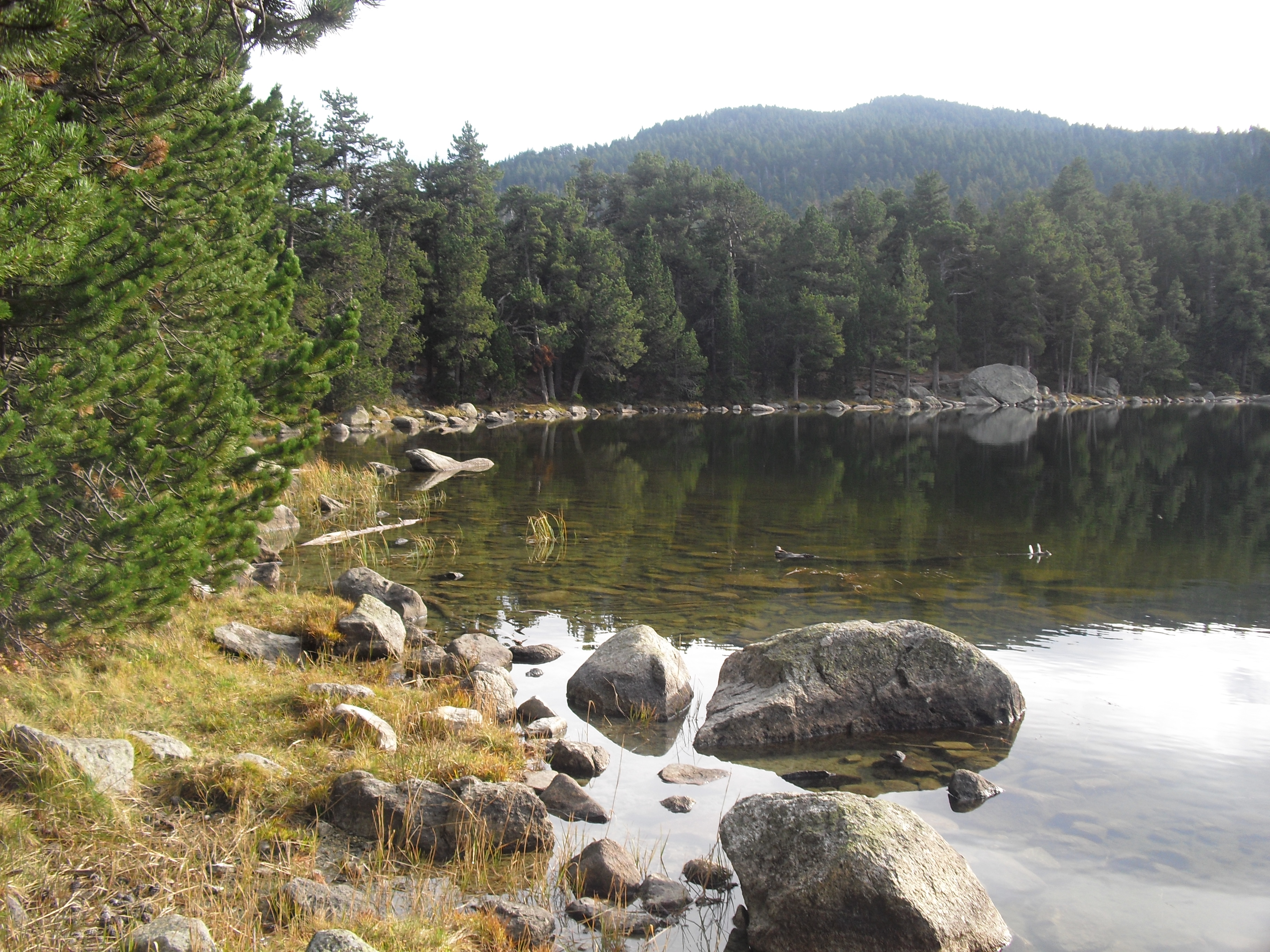
Étang de Quérigut

## Sehenswürdigkeiten
- Der Ort eignet sich gut für Wanderungen in der waldreichen Region des oberen Ariège-Tales.
- Die Burgruine Quérigut ist das Überbleibsel der einst mächtigen Burg.
- Auch die alte Kirche Saint-Félix ist zerstört; die heutige Pfarrkirche ist dem heiligen Josef geweiht.
- Der etwa 3,3 Hektar große und maximal 21 Meter tiefe Bergsee (étang) von Quérigut befindet sich auf 1876 Metern Höhe und ist etwa vier Kilometer in südwestlicher Richtung vom Ort entfernt.